# Chopard
Chopard es una empresa suiza que produce relojes, joyas y accesorios de moda, fundada en 1860 por Louis-Ulysse Chopard, a la edad de 24 años. 
Inicialmente se concentró en el desarrollo de relojes de bolsillo y cronómetros de precisión. Sus primeros años fueron austeros y posteriormente, la empresa sufrió una disminución de su actividad hasta 1963, cuando fue adquirida por Karl Scheufele III.

## Historia

### Louis-Ulysse Chopard
Louis-Ulysse Chopard (4 de mayo de 1836 – 30 de enero de 1915) fue un relojero suizo y fue el fundador de Chopard. Louis-Ulysse Chopard fue el segundo de los cuatro hijos de Félicien Chopard y su esposa Henriette. El padre de Louis-Ulysse Chopard, Félicien, fue un campesino experimentado y un hombre arraigado a la tradición, quien animó a sus hijos a aprender el oficio de la relojería. Siendo joven, Louis-Ulysse Chopard comprendió que los comptoirs, o establecimientos de comercio de relojes, eran los que más beneficio obtenían del trabajo de los campesinos relojeros. Cada primavera, los agentes recuperaban los movimientos, ajustaban las esferas y las agujas, encajaban los movimientos terminados y ponían su firma en los relojes. Louis-Ulysse sabía entonces que era más provechoso trabajar como independiente y él quería tener su propia marca. Creó así su manufactura L.U.C en Sonvilier, Suiza, a la edad de 24 años, en 1860.
Aunque sus relojes no se producían en grandes cantidades, la combinación de artesanía y funcionalidad sedujo rápidamente a una gran cantidad de clientes. Al comprender que el futuro de sus relojes estaba en los mercados extranjeros, emprendió viaje para probarlos con clientes en Europa del Este, Rusia y Escandinavia. En 1912, llevó sus más hermosas creaciones a Polonia, Hungría y Los Países Bajos. Los cronómetros y relojes indicaron el paso del tiempo en la corte de Nicolás II. Louis-Ulysse Chopard se había hecho a una clientela internacional. En 1859 y 1870, tuvo dos hijos, Paul-Louis e Ida Hélène.

### 1860–1980
1860: A los 24 años, Louis-Ulysse Chopard fundó una manufactura de relojes de precisión especializada en relojes de bolsillo y cronómetros, en Sonvilier, Suiza.
1937: Chopard se instala en Ginebra (150 empleados) y lanza la producción de relojes de gran calidad.
1963: Paul-André Chopard, nieto del fundador, vende Chopard a Karl Scheufele III, un joven orfebre y relojero, puesto que sus hijos deciden ejercer otras carreras.
A la cabeza de la empresa, Karl Scheufele III, adquiere rápidamente una amplia experiencia en relojería, contribuye a la modernización de la manufactura y añade el segmento de joyería a la producción relojera de Chopard.
1974: La fábrica de Chopard se traslada del centro de Ginebra a Meyrin (cantón de Ginebra), dando inicio a una nueva etapa en la empresa con la producción de relojes femeninos y piezas de joyería.
1976: Lanzamiento de la colección Happy Diamonds y creación del primer reloj Happy Diamonds. Los relojes de la colección lucen diamantes móviles que flotan libremente entre dos cristales de zafiro.
1980: La empresa Chopard lanza sus relojes deportivos con correas de piel. La línea de relojes Happy Diamonds crece con modelos de joyería. Chopard abre sus primeras boutiques en Hong Kong, Ginebra y Viena en la década de los ochenta.

### A partir de 1985
1985: Karl-Friedrich y Caroline Scheufele son nombrados vicepresidentes del Grupo Chopard. Apasionada por los bosquejos de joyería desde muy joven, Caroline Scheufele dibuja un payaso con piernas articuladas y realzado por diamantes y piedras de colores en el vientre. El payaso se convierte en el emblema de Chopard y encarna la primera línea de Alta Joyería de la marca: Happy Diamonds.
1988: Inicio de la asociación entre Chopard y el Mille Miglia, el legendario rally que se celebra en Italia. Chopard crea la colección de relojes deportivos 1000 Miglia. Para sellar la asociación, Chopard ha mantenido la tradición de lanzar una nueva edición del Mille Miglia cada año.
1993: Lanzamiento de la colección Chopard Happy Sport.
1996: La empresa regresa a sus raíces y funda una manufactura en Fleurier, en el Jura suizo, que se dedica a la producción de los movimientos mecánicos L.U.C. Tras años de planificación y desarrollo, fue producido el primer movimiento la manufactura Chopard de finales del siglo XX, el calibre 1.96, un calibre revolucionario en muchos aspectos para Chopard. Walt Odets escribió una reseña técnica completa sobre el 1.96 (ver enlace más abajo). Se dijo de él que era probablemente el mejor movimiento automático suizo que se hubiera creado. La marca crea relojes en nombre de su asociación ginebrina con la Fundación Josep Carreras contra la leucemia (José Carreras International Leukaemia Foundation).
1998: Chopard se convierte en patrocinador oficial del Festival de Cine de Cannes y Caroline Scheufele elabora un nuevo diseño de la Palma de Oro, elaborada desde entonces en los talleres de Chopard.

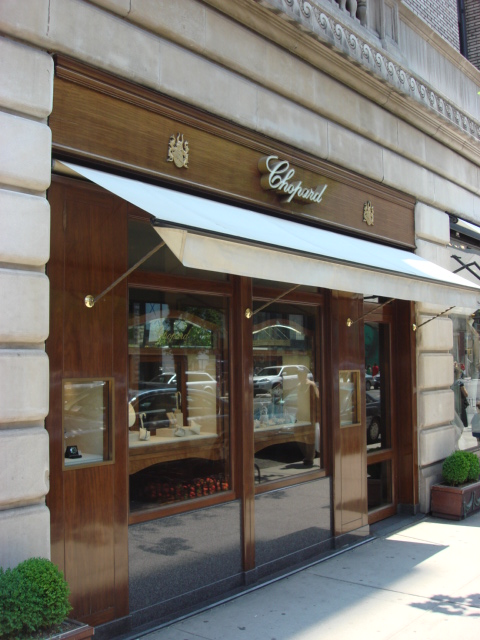
Avenida Madison - Nueva York Chopard botique.

2000: Con el comienzo del nuevo milenio, la marca lanza el reloj Chopard L.U.C Quattro, animado por un calibre altamente técnico, dotado de cuatro barriletes, lo cual le proporciona una reserva de marcha de 9 días.
2001: Al universo de la relojería llega el Chopard L.U.C Tonneau, animado por el primer movimiento automático de forma tonel con microrrotor descentrado. En 2002, el nuevo Golden Diamonds de Chopard introduce el segmento de joyería en la gama.
2002: Chopard se convierte en cronometrador oficial del prestigioso Grand Prix de Monaco Historique (Grand Prix Histórico de Mónaco), una carrera de coches clásicos que se celebra en Monte Carlo. Chopard lanza la colección de relojes Elton John en apoyo a la Elton John AIDS Foundation.
2003: El modelo Chopard Tourbillon amplía la gama L.U.C. de la Manufactura. Chopard lanza la colección Happy Spirit.
2004: La empresa presenta el reloj L.U.C Regulateur y la colección de joyería Butterfly.
2005: Chopard presenta las colecciones Copacabana y Golden Diamonds, y lanza el L.U.C Lunar One. 
2006: La empresa celebra el 30.º aniversario de la colección de relojes Happy Diamonds y el 10º aniversario de la fábrica de movimientos en Fleurier.
2010: Chopard celebra su 150.º aniversario con la presentación de sus colecciones aniversario: Animal World, 150 piezas de Alta Joyería exclusivas inspiradas del mundo animal, y cuatro modelos L.U.C nuevos, animados por cuatro calibres nuevos, L.U.C Engine One Tourbillon, L.U.C Tribute to Louis-Ulysse Chopard, L.U.C 1937 y L.U.C All in One.

## Presencia internacional
La empresa posee talleres en Meyrin, Fleurier y Pforzheim, en los cuales manufactura relojes, joyas, movimientos y otros componentes fundamentales.
En Meyrin, Chopard fabrica sus aleaciones de oro y sus brazaletes; Pforzheim se dedica principalmente a la joyería; Fleurier produce los modelos de Alta Relojería L.U.C. Para el diseño de sus stands en salones internacionales y sus boutiques, Chopard acude a su propio departamento de decoración.
Chopard abrió su primera boutique en Viena en 1989.

## Asociaciones
La empresa es miembro del Responsible Jewellery Council (RJC), una organización sin ánimo de lucro internacional cuyo objetivo es reforzar la confianza de los consumidores en la industria de la joyería fomentando prácticas empresariales responsables a través de la cadena de suministro.
La asociación entre Chopard y el Festival de Cine Cannes comenzó en 1998, cuando Caroline Scheufele y el equipo de maestros artesanos de Chopard diseñaron el premio del festival, La Palma de Oro (Palme d'Or),  presentada el 24 de mayo de 1998. 
Chopard perpetúa su asociación con el Festival de Cine de Cannes a través de la creación de un premio para promover la creatividad en el cine. Desde 2001 se entrega el trofeo Chopard a dos películas «revelación».
En 1988, Chopard se convirtió en patrocinador de la carrera Mille Miglia.
En 2002, Chopard se convirtió en patrocinador y cronometrador oficial del Grand Prix de Monaco Historique. Asimismo, la marca ha desarrollado la colección Grand Prix de Monaco Historique, una serie de relojes deportivos de inspiración clásica, que entrega a los ganadores de cada categoría.